# Ahomey-Lokpo
Ahomey-Lokpo è un arrondissement del Benin situato nella città di Sô-Ava (dipartimento dell'Atlantico) con 10.724 abitanti (dato 2006).